# Мумур
Муму́р (фр. Moumour) — коммуна во Франции, находится в регионе Аквитания. Департамент — Атлантические Пиренеи. Входит в состав кантона Олорон-Сент-Мари-1. Округ коммуны — Олорон-Сент-Мари.
Код INSEE коммуны — 64409.

## География

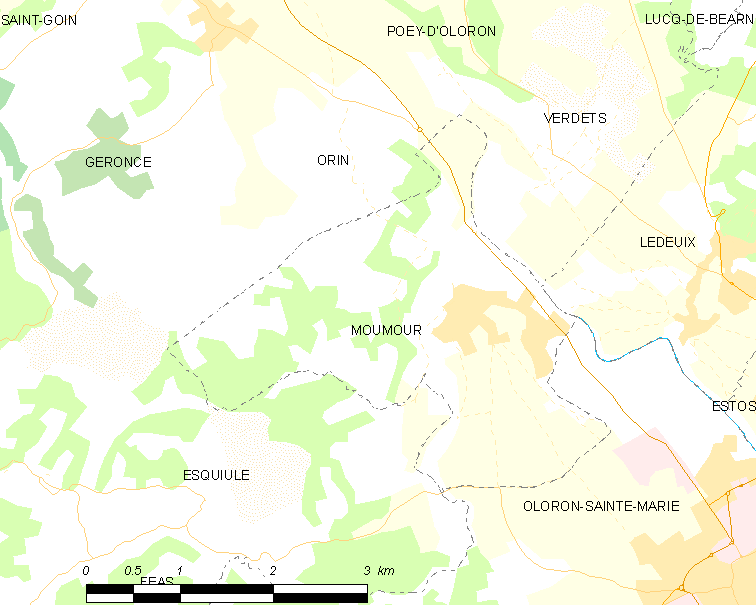
Карта коммуны

Коммуна расположена приблизительно в 670 км к югу от Парижа, в 185 км южнее Бордо, в 26 км к юго-западу от По.
По территории коммуны протекают реки Верт и Гав-д’Олорон.

### Климат
Климат тёплый океанический. Зима мягкая, средняя температура января — от +5°С до +13°С, температуры ниже −10 °C бывают редко. Снег выпадает около 15 дней в году с ноября по апрель. Максимальная температура летом порядка 20-30 °C, выше 35 °C бывает очень редко. Количество осадков высокое, порядка 1100 мм в год. Характерна безветренная погода, сильные ветры очень редки.

## Население
Население коммуны на 2010 год составляло 846 человек.
| 1962 | 1968 | 1975 | 1982 | 1990 | 1999 | 2010 |
| ---- | ---- | ---- | ---- | ---- | ---- | ---- |
| 527  | 545  | 506  | 744  | 698  | 732  | 846  |

## Администрация
| Период | Период | Фамилия            | Партия | Примечания |
| ------ | ------ | ------------------ | ------ | ---------- |
| 1995   | 2014   | Жак Карсюзаа       |        |            |
| 2014   | 2020   | Франсуаза Бессонно |        |            |

## Экономика
В 2010 году среди 551 человека трудоспособного возраста (15-64 лет) 394 были экономически активными, 157 — неактивными (показатель активности — 71,5 %, в 1999 году было 68,9 %). Из 394 активных жителей работали 359 человек (189 мужчин и 170 женщин), безработных было 35 (12 мужчин и 23 женщины). Среди 157 неактивных 45 человек были учениками или студентами, 79 — пенсионерами, 33 были неактивными по другим причинам.

## Фотогалерея

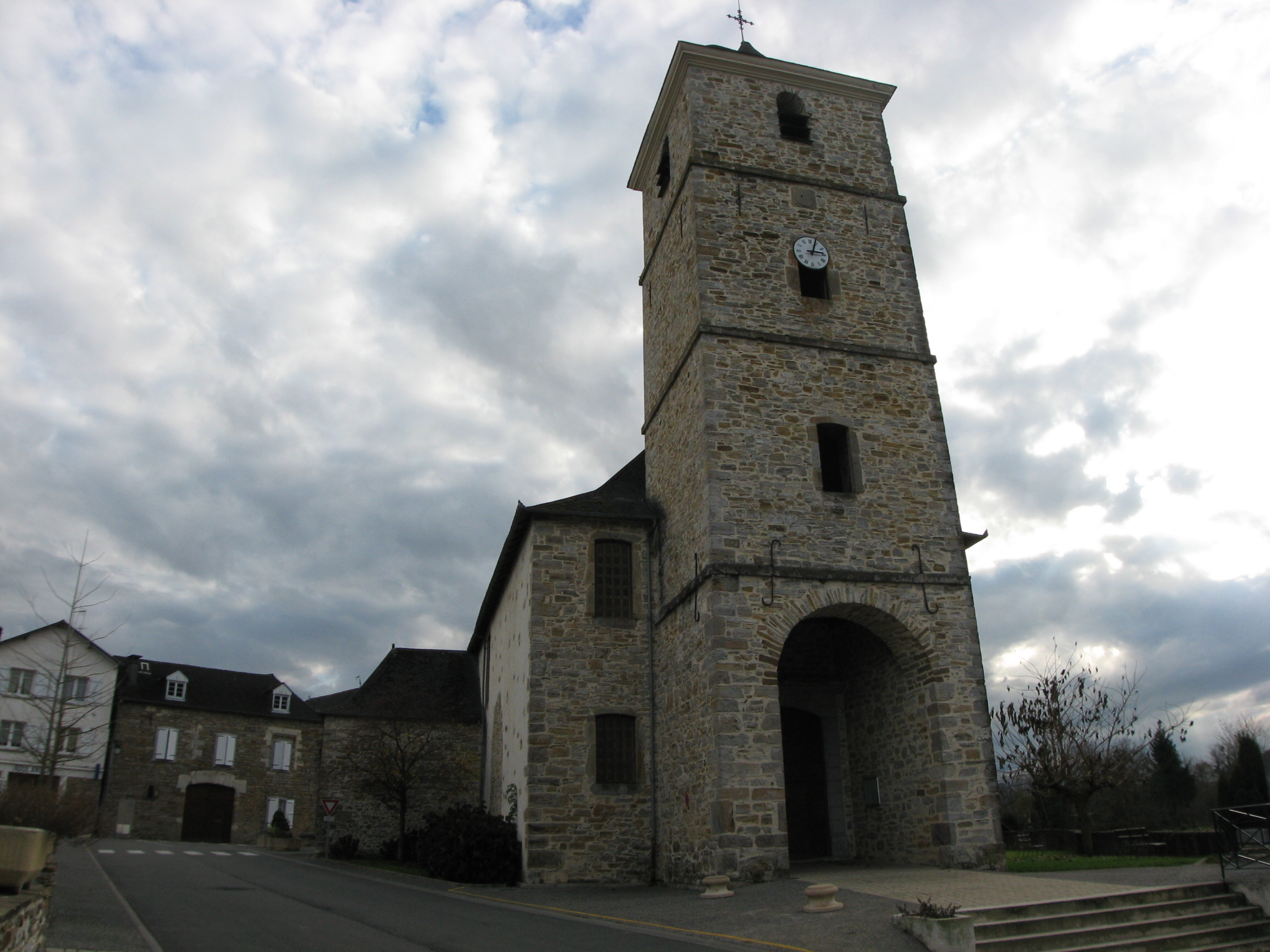
Церковь
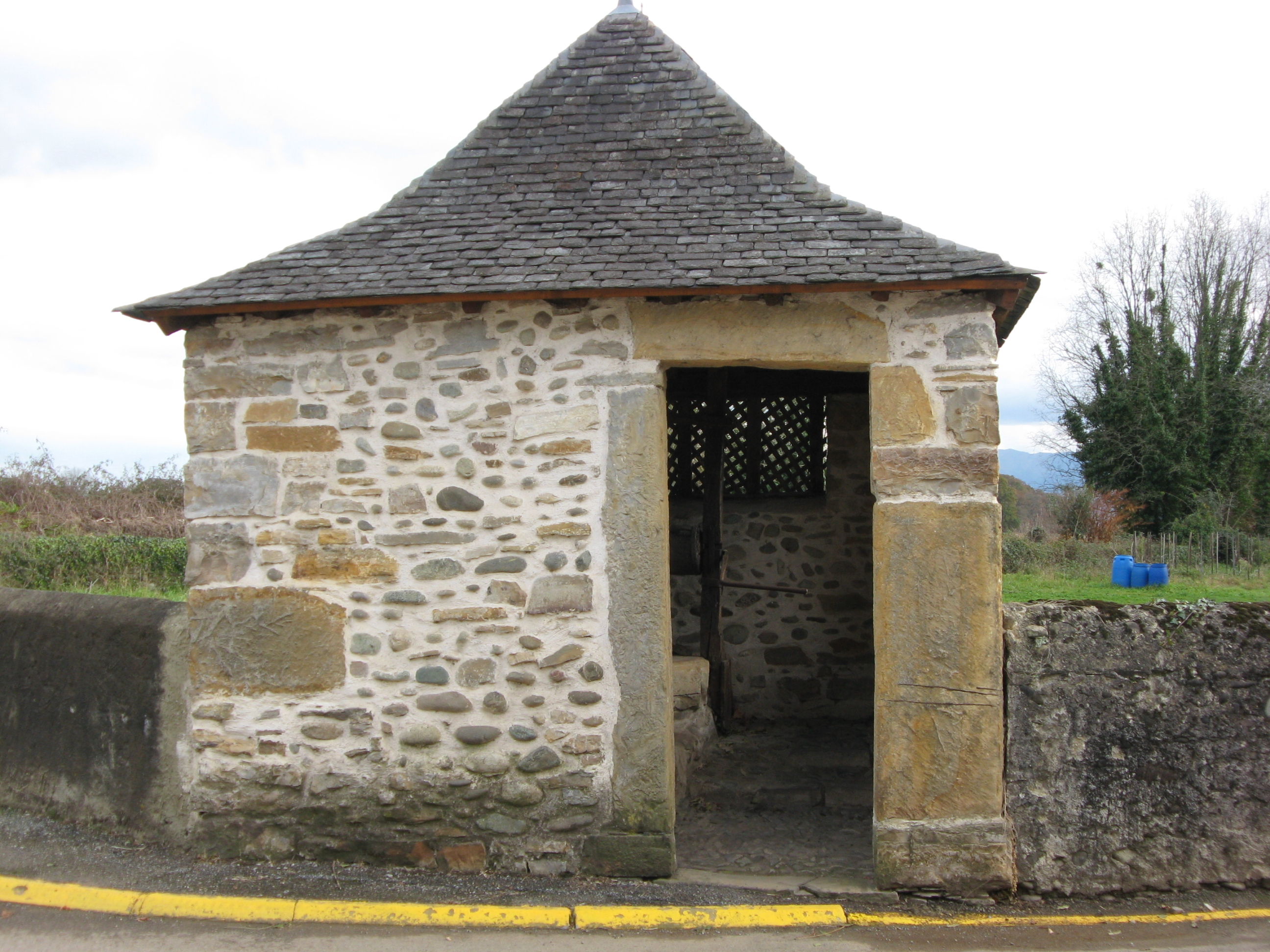
Колодец
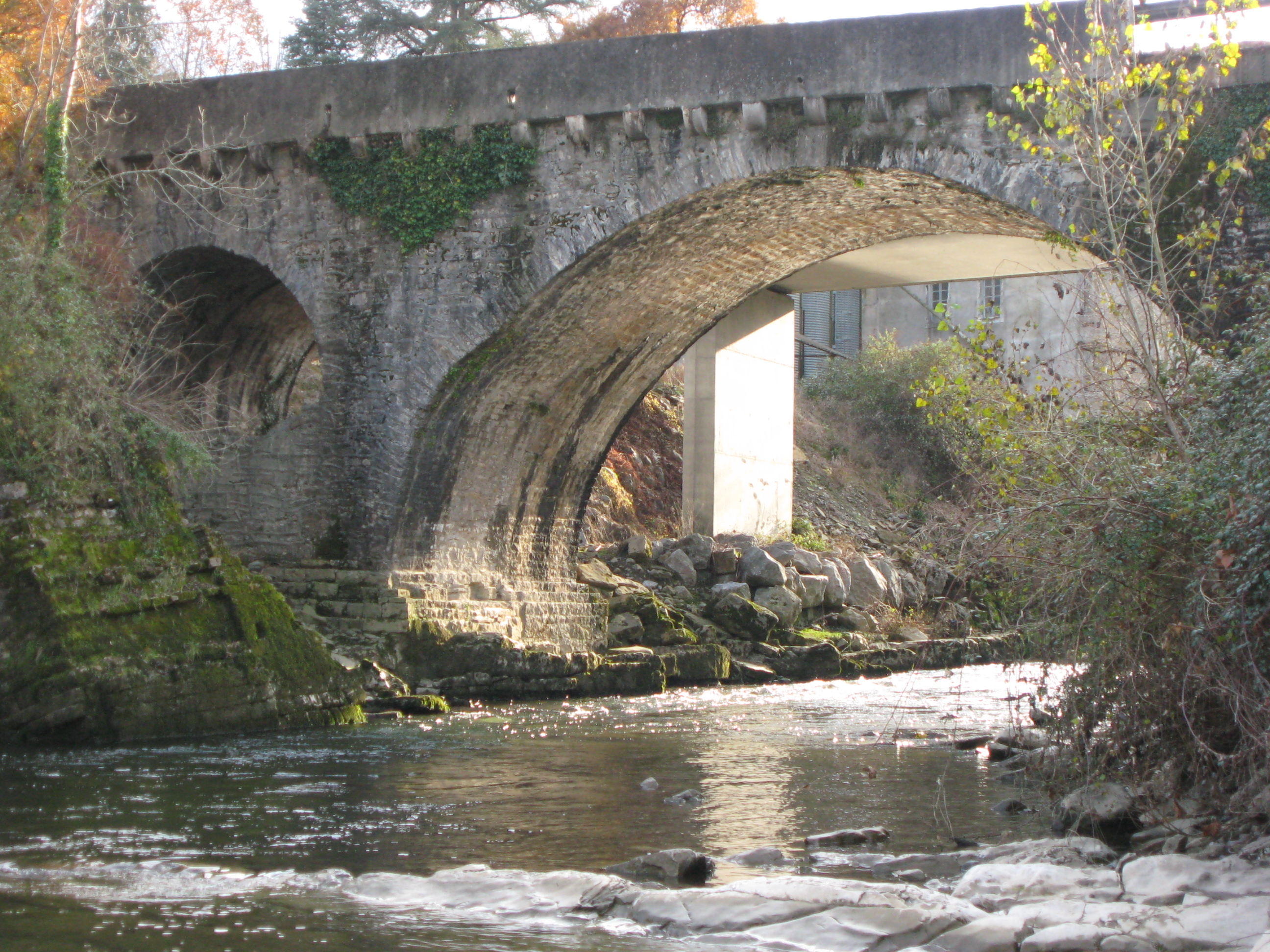
Мост через реку Верт
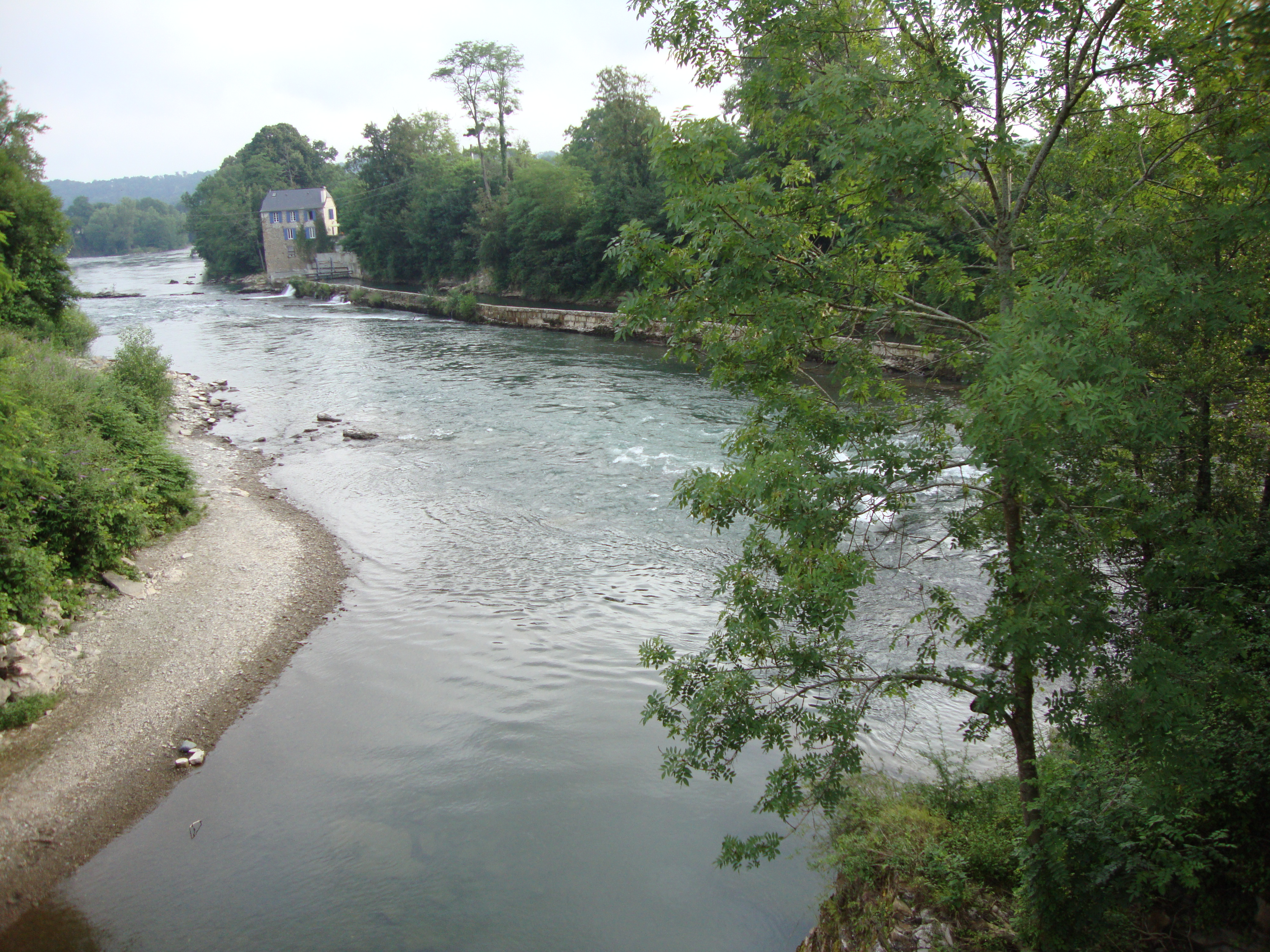
Слияние рек Верт и Гав-д’Олорон
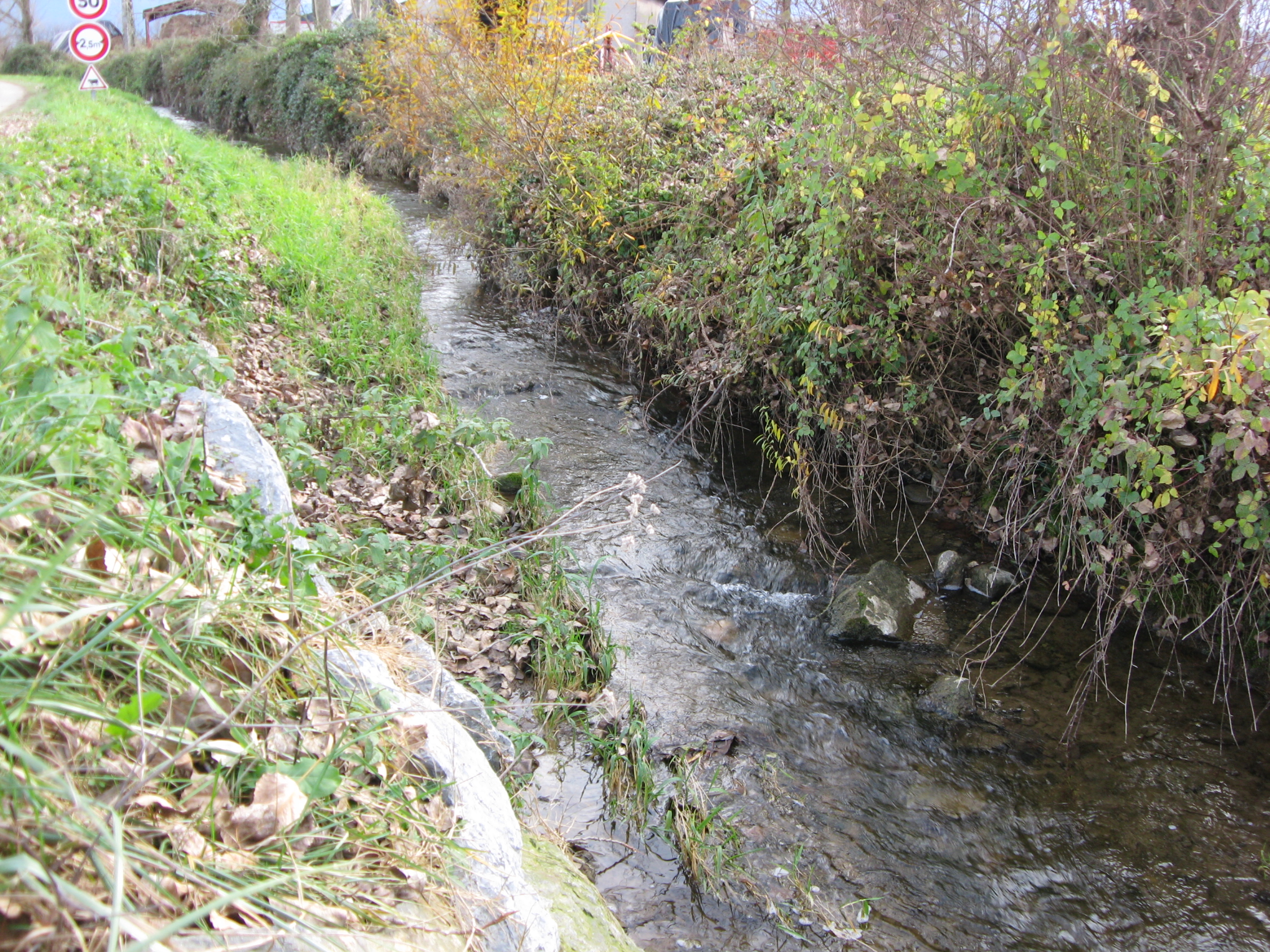
Река Верт